# Lijst van voetbalinterlands Hongkong - Zuid-Korea
Deze lijst van voetbalinterlands is een overzicht van alle officiële voetbalwedstrijden tussen de nationale teams van Hongkong en Zuid-Korea. De landen hebben tot op heden 29 keer tegen elkaar gespeeld. De eerste ontmoeting, een wedstrijd tijdens de Aziatische Spelen 1954, werd gespeeld in Manilla (Filipijnen) op 2 mei 1954. Het laatste duel, een wedstrijd tijdens de Oost-Azië Cup 2025, werd gespeeld in Yongin op 11 juli 2025.

## Wedstrijden
| №  | Plaats       | Datum            | Competitie             | Wedstrijd             | Uitslag |
| -- | ------------ | ---------------- | ---------------------- | --------------------- | ------- |
| 1  | Manilla      | 2 mei 1954       | Aziatische Spelen 1954 | Zuid-Korea – Hongkong | 3 – 3   |
| 2  | Hongkong     | 6 september 1956 | Azië Cup 1956          | Hongkong – Zuid-Korea | 2 – 2   |
| 3  | Hongkong     | 18 februari 1958 | Vriendschappelijk      | Hongkong – Zuid-Korea | 3 – 2   |
| 4  | Kuala Lumpur | 8 augustus 1960  | Vriendschappelijk      | Zuid-Korea – Hongkong | 3 – 1   |
| 5  | Kuala Lumpur | 2 augustus 1961  | Vriendschappelijk      | Zuid-Korea – Hongkong | 1 – 1   |
| 6  | Tel Aviv     | 31 mei 1964      | Azië Cup 1964          | Zuid-Korea – Hongkong | 1 – 0   |
| 7  | Kuala Lumpur | 25 augustus 1965 | Vriendschappelijk      | Zuid-Korea – Hongkong | 1 – 0   |
| 8  | Kuala Lumpur | 19 augustus 1966 | Vriendschappelijk      | Zuid-Korea – Hongkong | 1 – 0   |
| 9  | Saigon       | 5 november 1967  | Vriendschappelijk      | Zuid-Korea – Hongkong | 1 – 0   |
| 10 | Kuala Lumpur | 9 augustus 1970  | Vriendschappelijk      | Zuid-Korea – Hongkong | 0 – 0   |
| 11 | Bangkok      | 10 november 1970 | Vriendschappelijk      | Zuid-Korea – Hongkong | 3 – 0   |
| 12 | Kuala Lumpur | 3 augustus 1972  | Vriendschappelijk      | Zuid-Korea – Hongkong | 0 – 0   |
| 13 | Seoel        | 26 mei 1973      | WK 1974 kwalificatie   | Zuid-Korea − Hongkong | 3 − 1   |
| 14 | Kuala Lumpur | 1 augustus 1974  | Vriendschappelijk      | Zuid-Korea − Hongkong | 3 − 3   |
| 15 | Kuala Lumpur | 29 juli 1975     | Vriendschappelijk      | Zuid-Korea − Hongkong | 1 − 0   |
| 16 | Hongkong     | 26 juni 1977     | WK 1978 kwalificatie   | Hongkong − Zuid-Korea | 0 − 1   |
| 17 | Busan        | 4 december 1977  | WK 1978 kwalificatie   | Zuid-Korea − Hongkong | 5 − 2   |
| 18 | Hongkong     | 9 februari 1986  | Vriendschappelijk      | Hongkong − Zuid-Korea | 0 − 2   |
| 19 | Beiroet      | 15 mei 1993      | WK 1994 kwalificatie   | Hongkong − Zuid-Korea | 0 − 3   |
| 20 | Seoel        | 5 juni 1993      | WK 1994 kwalificatie   | Zuid-Korea − Hongkong | 4 − 1   |
| 21 | Hongkong     | 23 februari 1995 | Dynasty Cup 1995       | Hongkong − Zuid-Korea | 2 − 3   |
| 22 | Hongkong     | 22 februari 1997 | WK 1998 kwalificatie   | Hongkong − Zuid-Korea | 0 − 2   |
| 23 | Daejeon      | 28 mei 1997      | WK 1998 kwalificatie   | Zuid-Korea − Hongkong | 4 − 0   |
| 24 | Tokio        | 7 maart 1998     | Dynasty Cup 1998       | Zuid-Korea − Hongkong | 1 − 0   |
| 25 | Tokio        | 4 december 2003  | Oost-Azië Cup 2003     | Zuid-Korea − Hongkong | 3 − 1   |
| 26 | Tokio        | 7 februari 2010  | Oost-Azië Cup 2010     | Zuid-Korea − Hongkong | 5 − 0   |
| 27 | Busan        | 11 december 2019 | Oost-Azië Cup 2019     | Zuid-Korea − Hongkong | 2 − 0   |
| 28 | Toyota       | 24 juli 2022     | Oost-Azië Cup 2022     | Zuid-Korea − Hongkong | 3 − 0   |
| 29 | Yongin       | 11 juli 2025     | Oost-Azië Cup 2025     | Hongkong − Zuid-Korea | 0 − 2   |

## Samenvatting
| Competitie        | Totaal gespeeld | Winst Hongkong | Gelijk | Winst Zuid-Korea | Doelsaldo Hongkong – Zuid-Korea |
| ----------------- | --------------- | -------------- | ------ | ---------------- | ------------------------------- |
| WK-kwalificatie   | 7               | 0              | 0      | 7                | 4 − 22                          |
| Azië Cup          | 2               | 0              | 1      | 1                | 2 − 3                           |
| Oost-Azië Cup     | 7               | 0              | 0      | 7                | 3 − 19                          |
| Aziatische Spelen | 1               | 0              | 1      | 0                | 3 − 3                           |
| Vriendschappelijk | 12              | 1              | 4      | 7                | 8 − 18                          |
| Totaal            | 29              | 1              | 6      | 22               | 20 − 65                         |

HKFA · 
Lijst van A-internationals · 
Hongkongs vrouwenelftal
1960 – 1969 ·
1970 – 1979 ·
1980 – 1989 ·
1990 – 1999 ·
2000 – 2009 ·
2010 – 2019 ·
2020 − 2029
Afghanistan ·
Argentinië ·
Australië ·
Bahrein ·
Bangladesh ·
Bhutan ·
Brazilië ·
Brunei ·
Cambodja ·
Canada ·
China ·
Colombia ·
Denemarken ·
Estland ·
Fiji ·
Filipijnen ·
Guam ·
India ·
Indonesië ·
Irak ·
Iran ·
Israël ·
Japan ·
Jemen ·
Joegoslavië ·
Jordanië ·
Koeweit ·
Kroatië ·
Laos ·
Libanon ·
Liechtenstein ·
Macau ·
Malediven ·
Maleisië ·
Marokko ·
Mauritius ·
Mongolië ·
Myanmar ·
Nepal ·
Noord-Korea ·
Noorwegen ·
Oezbekistan ·
Oman ·
Oost-Timor ·
Palestina ·
Paraguay ·
Qatar ·
Salomonseilanden ·
Saoedi-Arabië ·
Singapore ·
Sri Lanka ·
Syrië ·
Tadzjikistan ·
Taiwan ·
Thailand ·
Turkmenistan ·
Verenigde Arabische Emiraten ·
Vietnam ·
Zuid-Korea ·
Zuid-Vietnam ·
Zwitserland
KFA · A-internationals · Selecties · Bondscoaches · Zuid-Koreaans vrouwenelftal · Olympisch elftal · Zuid-Korea U21 · Zuid-Korea U20 · Zuid-Korea U19 · Zuid-Korea U18 · Zuid-Korea U17
1940 – 1949 ·
1950 – 1959 ·
1960 – 1969 ·
1970 – 1979 ·
1980 – 1989 ·
1990 – 1999 ·
2000 – 2009 ·
2010 – 2019 ·
2020 − 2029
WK 1954 · 
WK 1986 · 
WK 1990 · 
WK 1994 · 
WK 1998 · 
WK 2002 · 
WK 2006 · 
WK 2010 · 
WK 2014 · 
WK 2018
OS 1948 ·
OS 1964 ·
OS 1988 ·
OS 1992 ·
OS 1996 ·
OS 2000 ·
OS 2004 ·
OS 2008 ·
OS 2012 ·
OS 2016 ·
OS 2020
1948 ·
1949 ·
1950 · 
1951 · 1952 · 
1953 · 
1954 · 
1955 · 
1956 · 
1957 · 
1958 · 
1959 ·
1960 · 
1961 · 
1962 · 
1963 · 
1964 · 
1965 · 
1966 · 
1967 · 
1968 · 
1969 ·
1970 · 
1971 · 
1972 · 
1973 · 
1974 · 
1975 · 
1976 · 
1977 · 
1978 · 
1979 ·
1980 · 
1981 · 
1982 · 
1983 · 
1984 · 
1985 · 
1986 · 
1987 · 
1988 · 
1989 ·
1990 ·
1991 · 
1992 · 
1993 · 
1994 · 
1995 · 
1996 · 
1997 · 
1998 · 
1999 · 
2000 · 
2001 · 
2002 · 
2003 · 
2004 · 
2005 · 
2006 · 
2007 · 
2008 · 
2009 · 
2010 · 
2011 ·
2012 ·
2013 ·
2014 ·
2015 ·
2016 ·
2017 ·
2018 ·
2019 ·
2020 ·
2021 ·
2022 ·
2023 ·
2024
Afghanistan ·
Algerije ·
Angola ·
Argentinië ·
Australië ·
Bahrein ·
Bangladesh ·
België ·
Bolivia ·
Bosnië en Herzegovina ·
Brazilië ·
Brunei ·
Bulgarije ·
Burkina Faso ·
Cambodja ·
Canada ·
Chili ·
China ·
Colombia ·
Costa Rica ·
Cuba ·
Denemarken ·
Duitsland ·
Ecuador ·
Egypte ·
El Salvador ·
Engeland ·
Filipijnen ·
Finland ·
Frankrijk ·
Georgië ·
Ghana ·
Griekenland ·
Guam ·
Guatemala ·
Haïti ·
Honduras ·
Hongarije ·
Hongkong ·
IJsland ·
India ·
Indonesië ·
Irak ·
Iran ·
Israël ·
Italië ·
Ivoorkust ·
Jamaica ·
Japan ·
Jemen ·
Joegoslavië ·
Jordanië ·
Kameroen ·
Kazachstan ·
Kenia ·
Kirgizië ·
Koeweit ·
Kroatië ·
Laos ·
Letland ·
Libanon ·
Libië ·
Luxemburg ·
Macau ·
Malediven ·
Maleisië ·
Mali ·
Malta ·
Marokko ·
Mexico ·
Moldavië ·
Mongolië ·
Myanmar ·
Nederland ·
Nepal ·
Nieuw-Zeeland ·
Nigeria ·
Noord-Ierland ·
Noord-Korea ·
Noord-Macedonië ·
Noorwegen ·
Oekraïne ·
Oezbekistan ·
Oman ·
Pakistan ·
Palestina ·
Panama ·
Paraguay ·
Peru ·
Polen ·
Portugal ·
Qatar ·
Roemenië ·
Rusland ·
Saoedi-Arabië ·
Schotland ·
Senegal ·
Servië ·
Servië en Montenegro ·
Singapore ·
Slowakije ·
Soedan ·
Spanje ·
Sri Lanka ·
Syrië ·
Tadzjikistan ·
Taiwan ·
Thailand ·
Togo ·
Trinidad en Tobago ·
Tsjechië ·
Tunesië ·
Turkije ·
Turkmenistan ·
Uruguay ·
Venezuela ·
Verenigde Arabische Emiraten ·
Verenigde Staten ·
Vietnam ·
Wales ·
Wit-Rusland ·
Zambia ·
Zuid-Jemen ·
Zuid-Vietnam ·
Zweden ·
Zwitserland
Algerije (2014) · 
Australië (2015, 2) ·
België (2014) · 
Duitsland (2018) · 
Frankrijk (2006) · 
Griekenland (2010) ·
Mexico (2018) ·
Nigeria (2010) · 
Portugal (2022) · 
Rusland (2014) · 
Togo (2006) · 
Zweden (2018) ·
Zwitserland (2006)